# Lucius Baebius Dives
 (mars 2023).
Lucius Baebius Dives est un homme politique romain du IIe siècle av. J.-C.

## Biographie
Il est élu préteur en 189 av. J.-C. et reçoit le commandement de l’Espagne Citérieure. Il doit y transférer des renforts (1000 légionnaires et 50 cavaliers romains, 6000 légionnaires et 200 cavaliers latins).
Cette petite armée fait route vers l’Hispanie par la voie terrestre mais tombe dans une embuscade en traversant la Ligurie, région montagneuse et hostile à l’autorité romaine. Baebius, blessé, perd une grande partie de ses troupes et se réfugie à Marseille avec une faible escorte. Il y meurt trois jours après. Les Marseillais envoient une ambassade informer le Sénat romain de ce désastre et le propréteur d’Étrurie, P. Junius Brutus, est désigné pour remplacer Baebius en Hispanie.
Quelques années plus tard, le consul Caius Flaminius intervient en Ligurie et soumet les tribus ligures.

### Sources
- Tite-Live, Histoire romaine, Livre XXXVII, chapitres 47, 50, 57.